# Мэслин, Брюс Роджер
Брюс Роджер Мэслин (англ. Bruce Roger Maslin; род. 3 мая 1946, Bridgetown) — австралийский ботаник, автор множества названий видов из рода Акация.

## Биография
Брюс Роджер Мэслин родился в Бриджтауне, Западная Австралия. Он получил степень бакалавра с отличием в области ботаники в Университете Западной Австралии (University of Western Australia) в 1967 году.
В период с 1970 года по 1986 год Брюс Роджер Мэслин был старшим ботаником в Western Australian Herbarium, Министерство сельского хозяйства. В период с 1981 года по 1983 год Брюс Роджер Мэслин был редактором журнала Herbarium. С 1997 года Мэслин является членом Совета доверенных лиц ILDIS (International Legume Database Information System).

## Научная деятельность
Брюс Роджер Мэслин описал приблизительно 250 новых видов из рода Акация и опубликовал более 100 научных статей. Он специализируется на семенных растениях.
Брюс Роджер Мэслин является членом Австралийского общества ботанической систематики (Australian Systematic Botany Society) и членом Международной группы по изучению Мимозовых (International Group for the Study of Mimosoideae).

## Учёные степени
- 1967: бакалавр (с отличием), кафедра ботаники, Университет Западной Австралии[2].
- 1977: Master of Science, кафедра ботаники, Университет Западной Австралии[2].